# Станлио и Олио
Станлио и Олио (енгл. Laurel and Hardy) су били амерички комичарски дуо који су чинили Британац Стен Лорел (1890−1965) и Американац Оливер Харди (1892−1957). Популарност су стекли почетком двадесетог века захваљујући раду на филму, али такође и играњем позоришних представа широм Америке и Европе. Овај двојац се сматра једним од најбољих и најчувенијих у историји филма. 
Два комичара су први пут радила заједно 1919. на филму The Lucky Dog, који је објављен 1921. године. После тога су неко време снимали одвојено кратке филмове за Хал Роуч студио током 1920-их. Године 1926. поново су почели да се појављују заједно, а званично су постали тим годину дана касније. Временом су постали најпознатије и најисплативије звезде филмског студија Хал Роуч. Међу њиховим најпопуларнијим филмовима су Синови пустиње (1933), Way Out West (1937), Block-Heads (1938); и краћи Big Business (1929), Helpmates (1932) и, њихов Оскаром награђиван, The Music Box (1932).
Филмски пар је напустио студио Роуч 1940, да би се у то време појавили у осам комедија ниже продукције за филмске студије 20th Century Fox и Metro-Goldwyn-Mayer. Од 1945. до 1950. нису се појављивали на филму већ су се посветили позоришту. Свој последњи филм (Atoll K/Утопија) су снимили у Француској пре него што су се повукли 1951. године. Заједно су наступали у 106 филмова. Глумили су у 40 звучних, 32 краткометражна филма и 23 дугометражна, а у преосталих 11 филмова су имали гостујуће улоге.

## Филмографија
Најпознатији филмови:
- Pardon Us (1931)
- Pack Up Your Troubles (1932)
- Fra Diavolo (1933)
- Синови пустиње (1933)
- Babes in Toyland (1934)
- Bonnie Scotland (1935)
- The Bohemian Girl (1936)
- Our Relations (1936)
- Way Out West (1937)
- Swiss Miss (1938)
- Block-Heads (1938)
- The Flying Deuces (1939)
- Saps at Sea (1940)
- A Chump at Oxford (1940)
- Great Guns (1941)
- A-Haunting We Will Go (1942)
- Air Raid Wardens (1943)
- Jitterbugs (1943)
- The Dancing Masters (1943)
- The Big Noise (1944)
- Nothing But Trouble (1944)
- The Bullfighters (1945)
- Atoll K / Utopia (1951)